# Club Deportivo Numancia de Soria "B"
El Club Deportivo Numancia "B" es el equipo filial del C. D. Numancia de España de la ciudad de Soria en la provincia de Soria, Castilla y León. Fue fundado en 1979 y se desempeña en la Primera División Regional de Aficionados de Castilla y León.

## Historia
El Club Deportivo Numancia "B", compitió en categorías regionales desde su creación, hasta que en la temporada 2001-02 debutó en Tercera División en la cual ha permanecido temporada tras temporada hasta la fecha de hoy. En la temporada 2014-2015 consiguió la mejor clasificación de su historia al finalizar en el segundo puesto de la clasificación, lo que le valió para disputar la promoción de ascenso a Segunda División "B", en la cual llegó a ser uno de los finalistas.

## Denominaciones históricas
Desde sus inicios en 1979 hasta 1988 el club se denominó Soria Club de Fútbol, la temporada 1988-89 Club Deportivo Numancia Promesas y desde 1989 Club Deportivo Numancia de Soria "B".

## Jugadores

### Plantilla y cuerpo técnico
- Como exigen las normas de la RFEF desde la temporada 2019-20 en 2ªB y desde la 2020-21 para 3.ª, los jugadores de la primera plantilla deberán llevar los dorsales del 1 al 22, reservándose los números 1 y 13 para los porteros y el 25 para un eventual tercer portero. Los dorsales 23, 24 y del 26 en adelante serán para los futbolistas del filial, y también serán fijos y nominales.
- En 1.ª y 2.ª desde la temporada 1995-96 los jugadores con dorsales superiores al 25 son, a todos los efectos, jugadores del filial y como tales, podrán compaginar partidos con el primer y segundo equipo. Como exigen las normas de la LFP, los jugadores de la primera plantilla deberán llevar los dorsales del 1 al 25. Del 26 en adelante serán jugadores del equipo filial.
- La lista incluye sólo la principal nacionalidad de cada jugador. Algunos de los jugadores no europeos tienen doble nacionalidad de algún país de la UE:
  - Ali Radjel posee la triple nacionalidad saharáui, argelina y española.

```
LEYENDA
 
* 
Canterano
: 
 
* 
Pasaporte europeo
: 
 
* 
Extracomunitario sin restricción
: 

* Extracomunitario: 
 
* 
Formación
: 
```

### Altas y bajas 2020-21
| Altas                    |                |                               |               |       |  |
| Jugador                  | Posición       | Procedencia                   | Tipo          | Coste |  |
| Taliby Konate            | Portero        | Club Haro Deportivo           | Fin de cesión | 0 €   |  |
| Beñat González           | Centrocampista | Antiguoko K.E. juvenil        | Libre         | 0 €   |  |
| David Troya              | Portero        | U.D. Almería juvenil          | Libre         | 0 €   |  |
| Ibai Arroki              | Defensa        | C.A. Osasuna "B"              | Cesión        | 0 €   |  |
| Sergio González          | Defensa        | C.D. Zarautz                  | Libre         | 0 €   |  |
| Alexander Hidalgo        | Centrocampista | Antiguoko K.E. juvenil        | Libre         | 0 €   |  |
| Alberto Lantarón         | Centrocampista | Stadium Casablanca            | Libre         | 0 €   |  |
| Mario García             | Centrocampista | U.D. Logroñés Promesas        | Libre         | 0 €   |  |
| Juan Luis Vázquez        | Delantero      | C.D. Alfaro                   | Libre         | 0 €   |  |
| Daniel Fernández         | Delantero      | Elche Ilicitano C.F.          | Libre         | 0 €   |  |
| Sergio González Funcasta | Delantero      | Condal Club                   | Libre         | 0 €   |  |
| Pablo Muñoz              | Centrocampista | Real Valladolid C.F. Promesas | Libre         | 0 €   |  |

| Bajas               |                |                               |                        |       |
| Jugador             | Posición       | Destino                       | Tipo                   | Cobro |
| Roberto Jara        | Portero        | C.D. Numancia                 | Asciende primer equipo | 0 €   |
| Abel Conejo         | Centrocampista | Zamora C.F.                   | Libre                  | 0 €   |
| Álvaro García       | Defensa        | C.D. Covadonga                | Libre                  | 0 €   |
| Alfredo Sualdea     | Delantero      | C.D. Mirandés "B"             | Libre                  | 0 €   |
| Julen Ekiza         | Centrocampista | S.D. Formentera               | Libre                  | 0 €   |
| Julen Gutiérrez     | Defensa        | C.F. Lorca Deportiva          | Libre                  | 0 €   |
| Adri Herrera        | Delantero      | C.D. Tenerife → Zamora C.F.   | Libre                  | 0 €   |
| Juan de la Mata     | Centrocampista | C.D. Mirandés "B"             | Libre                  | 0 €   |
| Jaime Almagro       | Delantero      | C. D. Leganés "B"             | Libre                  | 0 €   |
| Iván "Ivi" Revuelta | Defensa        | Atlético Tordesillas          | Libre                  | 0 €   |
| Juan Silva          | Defensa        | C.D. Palencia Cristo Atlético | Libre                  | 0 €   |
| Taliby Konate       | Portero        | C.D. Teruel                   | Libre                  | 0 €   |

## Entrenadores

### Últimos entrenadores
- Pablo Machín Díez (2006-07).
- Ricardo Gil Esponera (2007-08).
- Jesús Vicente Pérez Cintora (2008-09).
- Francisco Valero Casado (2009-12).
- Rubén Puente (2012-13).
- Juan Carlos Moreno (2013-16).
- José Alejandro Huerta Romero (2016-19).
- Pablo Ayuso Llorente (2019-2021).
- Carlos Ortega (2021-Act.).[1]

## Trayectoria histórica

### Trayectoria
| Temporada | División | Puesto |
| --------- | -------- | ------ |
| 1979/01   | Regional | —      |
| 2001/02   | 3.ª      | 5º     |
| 2002/03   | 3.ª      | 11º    |
| 2003/04   | 3.ª      | 11º    |
| 2004/05   | 3.ª      | 7º     |
| 2005/06   | 3.ª      | 11º    |
| 2006/07   | 3.ª      | 3º     |
| 2007/08   | 3.ª      | 9º     |
| 2008/09   | 3.ª      | 13º    |
| 2009/10   | 3.ª      | 9º     |
| 2010/11   | 3.ª      | 9º     |
| 2011/12   | 3.ª      | 10º    |
| 2012/13   | 3.ª      | 11º    |
| 2013/14   | 3.ª      | 5º     |
| 2014/15   | 3.ª      | 2º     |
| 2015/16   | 3.ª      | 10º    |
| 2016/17   | 3.ª      | 8º     |
| 2017/18   | 3.ª      | 8º     |
| 2018/19   | 3.ª      | 4º     |
| 2019/20   | 3.ª      | 4º     |

| Temporada | División | Puesto |
| --------- | -------- | ------ |
| 2020/21   | 3.ª      | 3º/5º  |
| 2021/22   | 3.ª      | 12º    |
| 2022/23   | 3.ª      | 16º    |

```
LEYENDA

 :Ascenso de categoría

 :Descenso de categoría

 :Descenso administrativo
```

## Datos del club
- Temporadas en Tercera División: 20 (incluida temporada 2020/21)
- Temporadas en Categoría Regional: 22

## Uniforme
- Uniforme titular: Camiseta roja, pantalón rojo y medias rojas.
- Uniforme visitante: Camiseta blanca con una franja violeta, pantalón blanco y medias blancas. Este fue el uniforme del Soria C.F., club fundado en 1979, que fue absorbido en 1988 por la entidad rojilla.
- Uniforme alternativo: Camiseta azul cyan con el Caballo de Soria con mangas azules, pantalón azul y medias azules.

### Actual uniforme 2020-21
| Uniforme local | Uniforme visitante | Uniforme alternativo |  |

### Indumentaria y patrocinador
| Periodo   | Proveedor |
| --------- | --------- |
| ????-2005 | Joma      |
| 2005-2024 | Erreá     |

| Periodo   | Patrocinador |
| --------- | ------------ |
| 2011-2021 | Grupo Herce  |